# Zilchogyra paulistana
Zilchogyra paulistana е вид коремоного от семейство Helicodiscidae. Видът е критично застрашен от изчезване.

## Разпространение
Разпространен е в Бразилия.